# Bay Fair (BART)
Bay Fair es una estación en las líneas Dublin/Pleasanton–Daly City, Fremont–Daly City y Richmond–Fremont del BART, administrada por la Distrito de Transporte Rápido del Área de la Bahía. La estación se encuentra localizada en 15242 Hesperian Boulevard en San Leandro, California. La estación Bay Fair fue inaugurada el 11 de septiembre de 1972.

## Descripción
La estación Bay Fair cuenta con 1 plataforma central y 2 vías.La estación también cuenta con 1.641 de espacios de aparcamiento.

## Conexiones
La estación es abastecida por las siguientes conexiones de autobuses: 
- Rutas del AC Transit: Rutas 1, 1R, 32, 40, 48*, 75*, 89, 93, 97, 99 (local); 801 (All Nighter)
* - La ruta opera los días de semana solamente California Shuttle Bus
 San Francisco-San José-Los Ángeles